# 塞巴斯蒂安·庫那
塞巴斯蒂安·庫那（德語：Sebastian Kühner；1987年3月15日—）是一位德國排球運動員。他現在效力於德國排球聯賽球隊SCC柏林。他是德國國家排球隊的一員，代表德國參加了2014年世錦賽獲得銅牌。